# Веселка (Кировоградская область)
Веселка (укр. Веселка) — село в Новопражской поселковой общине Александрийского района Кировоградской области Украины.
До 2020 года входило в Знаменский район
Население по переписи 2001 года составляло 106 человек. Почтовый индекс — 27451. Телефонный код — 5233. Код КОАТУУ — 3522284902.